# Station Wieleń Północny
Station Wieleń Północny is een spoorwegstation in de Poolse plaats Wieleń.